# Gonophaea
Gonophaea là một chi bướm đêm thuộc họ Noctuidae.